# William Theodore Heard
William Theodore Heard, škotski rimskokatoliški duhovnik, škof in kardinal, * 24. februar 1884, Edinburgh, † 16. september 1973.

## Življenjepis
30. marca 1918 je prejel duhovniško posvečenje.
15. decembra 1958 je bil imenovan za dekana Rimske Rote.
14. decembra 1959 je bil povzdignjen v kardinala in imenovan za kardinal-diakona S. Teodoro.
5. aprila 1962 je bil imenovan za naslovnega škofa Feradi Maiusa; 19. aprila istega leta je prejel škofovsko posvečenje. S tega mesta je odstopil že naslednje mesto.
18. maja 1970 je bil povzdignjen v kardinal-duhovnika.